# Linha 9 do Metrô de Santiago
A Linha 9 do Metrô de Santiago será uma linha norte-sul que contará com uma extensão de 27 quilómetros, ligando as comunas de Recoleta e Puente Alto.
Se interconectará com a Linha 1 em Santa Lucía, com a Linha 3 em Matta e Puente Cal y Canto (também com as linhas 2 e 7), com a Linha 4 em Plaza de Puente Alto, com a Linha 4A em Santa Rosa e a Linha 6 em Bío Bío. A cor distintivo é o rosado.

## História
A ideia de traçar uma linha de metro pelo eixo da avenida Santa Rosa foi proposta por Juan Parrochia como uma «Linha 12» por dita avenida en 2040. A Secretaria Interministerial de Planejamento de Transporte (Sectra) propôs em 2006 a construção de uma linha de metro pelo eixo Santa Rosa, a qual foi finalmente posposta devido à crise do Transantiago em 2007. O Plano Mestre de Transporte Santiago 2025 tambémpropôs um sistema de transporte em massa por dito eixo. Paralelo, a municipalidad de La Pintana, uma das comunas de menos recursos do Grande Santiago constantemente reclamou a necessidade da construção de uma linha para seu território.
Em junho de 2018, a construção da Linha 9 foi finalmente pelo presidente Sebastián Piñera, em conjunto com a construção da Linha 8. Em sua apresentação original, a linha tinha uma extensão próxima aos 17 quilómetros e contou com 12 estações.
Em julho de 2019, Metro publicou as primeiras licitações referentes à construção da Linha 9, na qual se assinalava que o número de estações seriam 14, localizadas ao longo da avenida Santa Rosa, entre a Alameda e um quilómetro ao sul de rua Lo Blanco, na La Pintana. Adicionalmente, indicou-se que a zona de manobras ao norte da Santa Lucia seguiria por rua Enrique Mac Iver, cruzando o centro histórico de Santiago até chegar à beira do rio Mapocho, dobrando para o poente. A direcção final da zona  de manobras estaria em linha com o dito por Louis de Grange, presidente de Metro, com respeito a uma futura extensão da Linha 9 para a estação Puente Cal y Canto. No entanto, novas licitações posteriores assinalam que a quantidade de estações da Linha 9 seria de 13, entregando ademais localizações estimadas de ditas estações; comparando com o plano anterior, isto implicaria a eliminação de uma estação originalmente pensada no trecho entre Santa Lucía e Matta.

### Postergación e reactivação do projecto
Devido às manifestações de outubro de 2019 em Santiago que afectaram ao Metro de Santiago, o 9 de março de 2020, a empresa declarou deserta as licitações para as linhas 8 e 9. Isto devido em grande parte a que os recursos foram destinados a consertar os danos causados pelos múltiplos ataques incendiarios que sofreram várias estações na crise social. Em dezembro de 2020 as autoridades reconheceram que o processo para esta linha atrasar-se-á um ano devido à crise social e a pandemia.
Em 5 de setembro de 2021, anunciou-se que o processo de licitação foi reactivado, com previsão da linha entrar em operação em 2030. Em novembro do mesmo ano,  ocorreu o chamado para a licitação da engenharia básica das obras civis. Nessa licitação, foi informado que a estação localizada na interseção de Santa Rosa com O Martínez seria habilitada numa etapa posterior à abertura da linha.
Em 9 de agosto de 2023, anunciou-se mudanças no traçado desta linha: foi adicionada uma extensão ao norte até a estação Puente Cal y Canto, conectando-se com linhas 2, 3 e 7. Enquanto no sul, será estendida até Praza de Puente Alto coenctando-se com a Linha 4. Além disso, foi anunciado que a inauguração seria por fases: a secção entre as estações Bio-Bío e Gabriela seria inaugurada em 2030, enquanto a secção desde Bío-Bío ao norte abrirá suas portas em 2032 e a secção entre La Pintana e Puente Alto em 2033.

## Estações
As futuras estações da Linha 9 seriam as seguintes, embora os nomes definitivos serão anunciados depois de um processo de participação cidadã para definir-os:
| Estação (nombres provisórios) | Abertura | Endereço                                      | Comuna                                     | Comb. |
| ----------------------------- | -------- | --------------------------------------------- | ------------------------------------------ | ----- |
| Puente Cal y Canto            | 2032     | Av. Santa María com Av. Recoleta              | Recoleta                                   |       |
| Santa Lucía                   | 2032     | Av. Santa Rosa com Alameda                    | Santiago                                   |       |
| Matta                         | 2032     | Av. Santa Rosa com Av. Matta                  | Santiago                                   |       |
| Ñuble                         | 2032     | Av. Santa Rosa com Ñuble                      | Santiago                                   |       |
| Bío Bío                       | 2030     | Av. Santa Rosa com Centenario                 | San Miguel                                 |       |
| La Legua-Pedro Alarcón        | 2030     | Av. Santa Rosa com Alcalde Pedro Alarcón      | San Miguel/San Joaquín                     |       |
| La Legua                      | 2030     | Av. Santa Rosa com Av. Salvador Allende       | San Miguel/San Joaquín                     |       |
| Departamental                 | 2030     | Av. Santa Rosa com Av. Departamental          | San Miguel/San Joaquín                     |       |
| Lo Ovalle                     | 2030     | Av. Santa Rosa com Av. Lo Ovalle              | La Granja/San Ramón/San Joaquín/San Miguel |       |
| Linares                       | 2030     | Av. Santa Rosa com Linares                    | La Granja/San Ramón                        |       |
| Santa Rosa                    | 2030     | Av. Santa Rosa com Av. Américo Vespucio       | La Granja/San Ramón                        |       |
| Hospital Padre Hurtado        | 2030     | Av. Santa Rosa com Esperanza                  | La Granja/San Ramón                        |       |
| Observatorio                  | 2030     | Av. Santa Rosa com Av. Observatorio           | La Pintana                                 |       |
| Plaza La Pintana              | 2030     | Av. Santa Rosa com Baldomero Lillo            | La Pintana                                 |       |
| La Primavera                  | 2033     | Av. Santa Rosa com La Primavera               | La Pintana                                 |       |
| Eyzaguirre                    | 2033     | Av. Santa Rosa com Av. Eyzaguirre             | La Pintana/Puente Alto                     |       |
| Juanita                       | 2033     | Sargento Menadier com Av. Juanita             | Puente Alto                                |       |
| Ejército                      | 2033     | Sargento Menadier com Av. Ejército Libertador | Puente Alto                                |       |
| Plaza de Puente Alto          | 2033     | Av. Concha y Toro com Jose Luis Coo           | Puente Alto                                |       |